# Кочосон
Древний Чосо́н или Кочосон (Коджосо́н, кор. 고조선?, 古朝鮮?, «древний» Чосон), он же Первый Чосон — считается первым корейским государством. По «Самгук Юса» и другим средневековым корейским историческим сочинениям, было основано в 2333 году до н. э. Тангуном на берегах рек Ляохэ и Тэдонган и покрывало территорию севера Корейского полуострова и юга Маньчжурии до своего падения в 108 году до н. э. Столь ранняя дата основания подвергается сомнению большинством современных учёных, поскольку никаких письменных упоминаний об этом государстве нет, вплоть до сочинения Сыма Цяня «Ши цзи» («Исторические записки»), то есть в I в. до н. э., где со ссылками на более ранние неизвестные источники описаны конфликты Древнего Чосона и китайского государства Янь после 323 года до н. э. Также косвенное упоминание этого племенного союза вероятно есть в сочинениях Конфуция, где он упоминает о девяти варварских племенах на востоке около 500 года до н. э.
В китайских и корейских источниках эпоха древнего Чосона часто разделяется на разные периоды, названные по именам вождей, стоявшим в начале каждого периода. Это разделение включает Чосон Тангуна (2333 до н. э. — 1100 до н. э.) когда государством столетиями правил бессмертный Тангун, Чосон Киджа (1100 до н. э. — 194 до н. э.) предназначенный для юстификации требований Китая на эти земли и Чосон Вимана (194 до н. э. — 108 до н. э.), однако историческая наука рассматривает древний Чосон как непрерывно существующий племенной союз. Такое разделение относится не к истории, а к мифологии образовавшейся в ходе создания системы обоснования претензий.

## Народ
Народ древнего Чосона вероятно принадлежал к гипотетической Пуёсской языковой семье, хотя достоверно это не известно, так как немногие известные слова сохранились только в китайской передаче. Они были распространены в Маньчжурии, на Ляонинском полуострове и на Корейском полуострове. Кочосон был расположен в нижней Маньчжурии и на севере Корейского полуострова.

## Географическое положение
В зависимости от различного толкования названий древних поселений и археологических свидетельств, исторический центр Кочосона переносится либо в район современного Пхеньяна, либо в район реки Ляохэ, немного к северу от современной границы между Северной Кореей и Китаем.
Культуру этого государства можно однозначно идентифицировать как культуру керамики Мумун, которая появляется в регионе около 8 века до нашей эры.
Около 300 года до н. э. древний Чосон потерял обширные территории на западе после войны с Янь. Что описано в работе Сыма Цяня «Ши цзи» («Исторические записки») в 1 веке до нашей эры.

## Легенда об основании

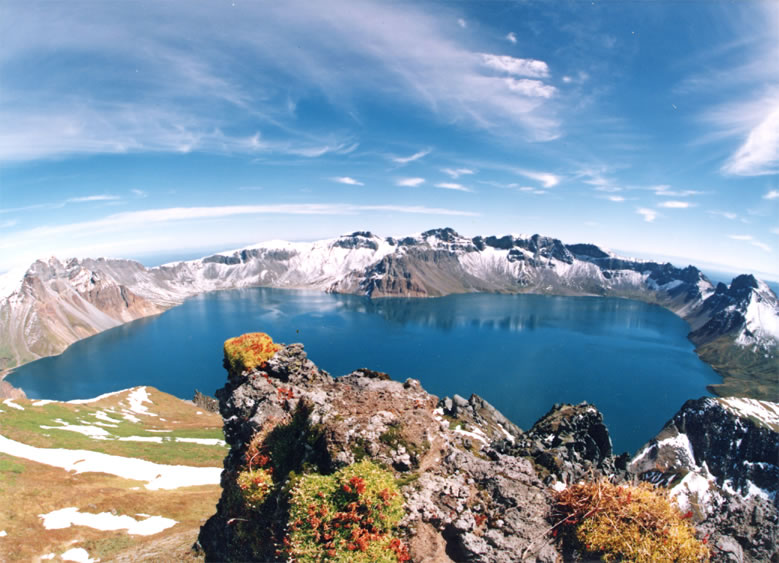
Небесное озеро (Чхонджи) на горе Пэктусан, где, по преданию, с небес спустился отец Тангуна.

Основателем Кореи, по преданиям, является легендарный Тангун. Старейшая запись мифа об основании Кореи появляется в Самгук Юса, хронике XIII века. Похожую историю можно найти и в Чеван Унги.
У повелителя неба Хванина (환인; 桓因, имя, которое также появляется в индийских буддистских текстах), был сын Хванун, который хотел жить на земле среди людей. Хванин пошёл сыну навстречу: Хванун спустился на гору Пэктусан с тремя тысячами помощников и основал город Синси (신시; 神市, «божий город» или «святой город»). Вместе с министрами туч, дождя и ветра, он разработал нормы права и моральные законы и учил людей различным ремёслам, медицине и сельскому хозяйству.
В это время в пещере жил тигр и медведица, которые день и ночь молились Хвануну о принятии человеческого облика. Услышав их молитвы, Хванун дал им двадцать долек чеснока и пучок чернобыльника, наказав есть только эту еду и держаться вдали от солнечного света в течение ста дней. Тигр вскоре сдался и покинул пещеру, а медведица осталась и через 21 день превратилась в женщину.
Женщина-медведица (уннё, 웅녀, 熊女) была очень благодарна Хвануну и делала ему подношения. Однако ей нужен был муж и вскоре из-за этого она стала грустна и неустанно молилась под сандаловым деревом о том, чтобы понести ребёнка. Хванун внял её молитвам, взял её в жёны и вскоре она родила мальчика, Вангома Тангуна (단군 왕검; 檀君王儉).
Тангун взошёл на трон на 50-й год после воцарения императора Яо. Столицу он перенёс в город Асадаль на горе Пэгак (или Кунхоль). 1500 лет спустя в год Кимё, У-ван династии Чжоу пожаловал один из своих уделов Ци Цзы (не путать с историческим лицом Ци-Цзы) Чосону, и Тангун перенёс столицу в Чандангён. И наконец в возрасте 1908 лет он вернулся в Асадаль и превратился в бога гор.
Согласно Тонгук Тхоннам (1485) Кочосон был основан в 2333 году до н. э. Дата основания в различных исторических источниках указана разная, хотя все из них ставят её в период царствования Яо (диапазон дат: 2357—2256 до н. э.). В Самгук Юса говорится, что Тангун сел на трон на 50-й год после начала правления Яо, Седжон Силлок — что на первый, а Тонгук Тхонгам — что на 25-й.
День основания Кочосона (3 октября) официально отмечается как Гачеонджол в Южной Корее и КНДР.

## Спор о Киджа

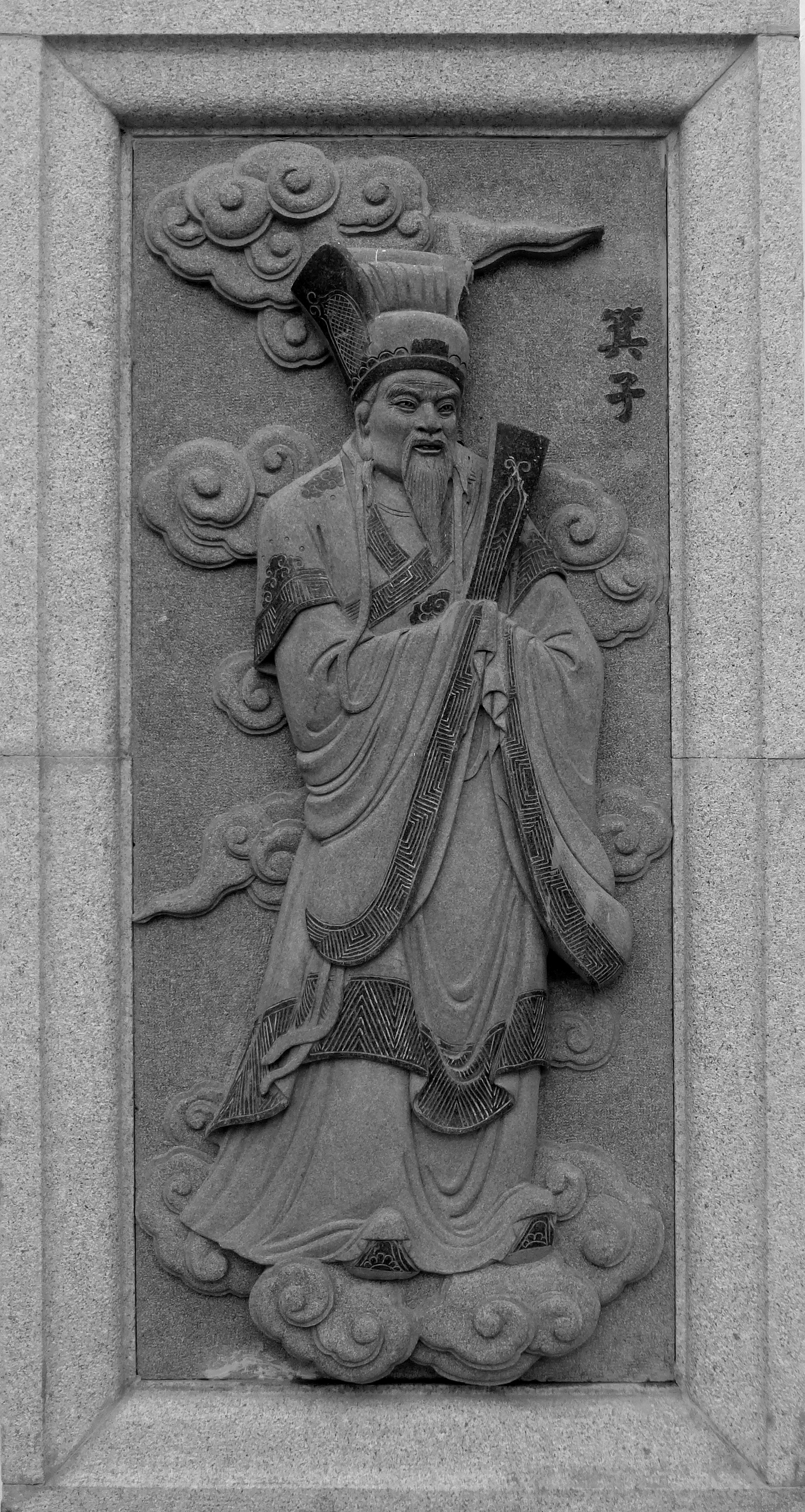
Киджа

Миф о том, что некий китайский военачальник захватил власть в Чосоне в 1100 году до н. э. появился впервые в китайских сочинениях 2 века нашей эры. Связана эта легенда была с обоснованием в рамках конфуцианства идеи о том, что Четыре ханьских округа всегда были зависимы от Китая. Ранее в период Чосон этот миф одобрялся корейской государственной идеологией. Была даже «найдена» могила Киджа́. Однако после 1945 года идеология была пересмотрена и «могила Киджа», находившаяся в Пхеньяне, снесена. И начался спор корейских и китайских учёных по поводу явления, которое, скорее всего, под собой не имеет никаких исторических оснований, так как Древний Чосон тогда не существовал[уточнить]. Считается, что миф о том, что Киджа мигрировал в Корею, был создан в империи Хань, чтобы оправдать завоевание Кореи.
Легенда звучит так:
Киджа, учитель (и дядя) последнего императора государства Инь (殷, также известного как государство Шан), захватил в 1100 году до н. э. трон Кочосона. Этот период истории называется Чосон Киджа (по времени между Чосон Тангуна и Чосон Вимана, однако подобное разделение считается скорее мифологическим, чем историческим).
Сочинение «Тхэвон Сону Ссисэбо» (генеалогия тхэвонского клана Сону) (태원선우씨세보, 太原鮮于氏世譜) перечисляет имена 41 правителя Чосона Киджа и периоды их правления.

## Культура
Около 2000 года до н. э. обнаружена новая гончарная культура расписного и чеканного дизайна. Эти люди занимались сельским хозяйством в оседлой общинной жизни, вероятно, организованной в семейные кланы. Прямоугольные хижины и всё более крупные захоронения дольменов встречаются по всему полуострову. Во время раскопок были обнаружены бронзовые кинжалы и зеркала. Имеются также археологические свидетельства существования небольших городов-крепостей. Дольмены и бронзовые кинжалы, найденные в этом районе, являются уникальными для Кореи и не обнаружены в Китае. Несколько дольменов найдены в Китае, в основном в провинции Шаньдун.

### Гончарное искусство Мумун
В течение периода  Мумун (1500—300 до н. э.) керамические изделия культуры Дзёмон заменяются на керамику культуры с гребешковым орнаментом; образцы которой пришли, возможно, с территории современной Монголии. Такие гончарные изделия обычно имели более толстые стенки и большое разнообразие форм. Этот период известен также как «корейский бронзовый век», однако бронзовые предметы того времени сравнительно редки и встречаются не во всех регионах полуострова. Эту культуру можно однозначно интерпретировать как керамику людей, создавших Древний Чосон.

### Рисоводство
В районе 900 годов до н. э. в Корею из Китая пришло суходольное культивирование риса. Кроме него, жители Корейского полуострова выращивали и другие сельскохозяйственные культуры, такие как просо и ячмень, а также занимались животноводством.

### Бронзовый век
Начало бронзового века на Корейском полуострове обычно относят к VII веку до н. э. Корейские историки это всё удревняют до XI века до н. э. Несмотря на то, что корейская культура бронзового века произошла от бронзовой культуры Ляонин, она имела уникальные элементы, особенно в части изготовления предметов для ритуалов.
К VII веку до н. э. культура бронзового века, на которую оказывали влияние культуры Китая, Сибири и даже Скифии, начала распространение на территории Корейского полуострова. Корейская бронза содержала больше цинка, чем бронза соседних стран. Бронзовые артефакты, найденные в усыпальницах, включают в основном различные типы мечей, копий, кинжалов, колокольчиков и зеркал, украшенных геометрическим орнаментом.
В VII веке до н. э. обряды погребения становятся более сложными, появляются Дольмены. В них находят бронзовое оружие, керамику и другие предметы быта.

### Железный век
В IV веке до н. э. в гробницах появляются железные изделия, а также посуда.
Около 300 года до н. э. в Корею из Китая проникли технологии обработки железа. Железо производили в южной части полуострова. Согласно китайским записям, железо из низовий реки Нактонган высоко ценилось на полуострове и даже экспортировалось в Китай.

## Виман и падение
Чосон Вимана (194—108 до н. э.) — последняя династия первого корейского государства Кочосон. Берёт начало с захвата трона Кочосона Виманом и заканчивается смертью внука Вимана, правителя Уго, в борьбе с китайской империей Хань.
Виман был беженцем из китайского государства Янь, присягнувшим вождю Чуну. Чун назначил Вимана воеводой в западных землях Кочосона, однако Виман поднял восстание и сверг Чуна с трона, после чего перенёс столицу государства в Вангомсон (왕검성, 王險城), современный Пхеньян.
Во время этого периода Кочосон расширило свои владения и стало контролировать торговые пути между империей Хань и близлежащими регионами к северо-востоку. Чувствуя надвигающуюся угрозу со стороны Кочосона и опасаясь его союза с племенами хунну, ханьский император У-ди развязал с Кочосоном войну в 109 году до н. э. После года боёв Виман пал и Кочосон был разрушен. Империя Хань основала четыре округа на захваченных территориях: Лолан (樂浪; корейский: Наннан),  Сюаньту (玄菟; кор. Хёндо), Линтунь  (臨屯; Имдун),  Чжэньфань (真番; кор. Чинбон), три из которых в течение нескольких лет пали под ударами местного сопротивления, а четвёртый, Лолан, оставался важным культурным и торговым регионом до захвата государством Когурё в 313 году.